# Тузджу Синан бей хамам
Тузджу Синан бей хамам, още Туз Пазаръ хамам или Чифте хамам (на турски: Tuzcu Sinan Bey, Tuz Pazarı Hamam; на гръцки: Δίδυμα Λουτρά του Σινάν του Αλατά), е бивш хамам, обществена баня, в южномакедонския град Бер, Гърция.
Разположена е на ъгъла на улиците „Лутру“ и „Елевтерияс“. Спомената е от Евлия Челеби в 1640 година, който казва, че е претърпяла обновление. Реконструирана е през 1887 година и отново през 1970-те години, при което са открити оригинални подови декорации. Използва се като баня до 1935 година. Регистрирана е като паметник от гръцкото министерство на културата в 1963 година.
Банята е изградена от камък и тухли и е двойна – една за мъже и една за жени, разположени в Г-образна форма. И двете части имат голяма съблекалня, покрита с тухлен купол, помещение с хладка и помещение с гореща вода. В банята има и хипокауст, което е необичайно за османската архитектура в гръцките земи. Двете части са почти идентични, като мъжката е малко по-голяма и по-украсена. В нея освен мозайките все още са запазени редки стенописи с ловни сцени.
В банята днес се правят различни изложби и в нея се пази колекция от мраморни византийски статуи. В двора има турско гробище.